# Rohdea (plant)
Rohdea is een geslacht uit de aspergefamilie. De soort komt voor in China, Japan, de Himalaya en Indochina.

## Soorten
- Rohdea chinensis
- Rohdea chlorantha
- Rohdea delavayi
- Rohdea emeiensis
- Rohdea ensifolia
- Rohdea eucomoides
- Rohdea japonica
- Rohdea jinshanensis
- Rohdea lichuanensis
- Rohdea longipedunculata
- Rohdea nepalensis
- Rohdea pachynema
- Rohdea siamensis
- Rohdea tonkinensis
- Rohdea urotepala
- Rohdea verruculosa
- Rohdea wattii